# Siokunichthys breviceps
Siokunichthys breviceps är en fiskart som beskrevs av Smith 1963. Siokunichthys breviceps ingår i släktet Siokunichthys och familjen kantnålsfiskar. Inga underarter finns listade i Catalogue of Life.